# Xã Emma, Quận White, Illinois
Xã Emma (tiếng Anh: Emma Township) là một xã thuộc quận White, tiểu bang Illinois, Hoa Kỳ. Năm 2010, dân số của xã này là 387 người.